# Julitta Sękiewicz-Kisiel
Julitta Teresa Sękiewicz-Kisiel (ur. 19 lutego 1953 w Koninie) – polska aktorka i pedagog, profesor nauk o sztukach pięknych, wykładowczyni Państwowej Wyższej Szkoły Filmowej, Telewizyjnej i Teatralnej w Łodzi.

## Życiorys
W 1976 ukończyła studia na Wydziale Aktorskim łódzkiej Filmówki. W latach 1976–1994 była członkinią zespołu Teatru Powszechnego w Łodzi. Występowała również w spektaklach Teatru Telewizji, serialach i filmach. 26 czerwca 2014 uzyskała tytuł profesora nauk o sztukach pięknych w dyscyplinie sztuk teatralnych. Jest zatrudniona na macierzystym wydziale na stanowisku profesora.
W 2013 została odznaczona Srebrnym Krzyżem Zasługi.

## Filmografia
Źródło: filmpolski.pl
- 2003-2005: SPRAWA NA DZIŚ – Obsada aktorska (matka żołnierza Mateusza)
- 2000: SYZYFOWE PRACE (film) – Obsada aktorska (Płoniewiczowa)
- 1998: SYZYFOWE PRACE (serial) – Obsada aktorska (Płoniewiczowa)
- 1996: EPITAFIA POLSKIE – Obsada aktorska
- 1995: THE POISON TASTERS – Obsada aktorska (pani Mirek)
- 1992: SĄD NAD BRZOZOWSKIM – Obsada aktorska (Antonina Brzozowska)
- 1991: WIOSENNE SZACHRAJSTWA – Obsada aktorska (Mama Michała)
- 1989: POKÓJ – Obsada aktorska
- 1983: DROGA DO CZARNOLASU – Obsada aktorska (Anna)
- 1980: COLAS BREUGNON – Obsada aktorska (Oberżystka)
- 1980: PYŁEK W OKU – Obsada aktorska (Krysia)
- 1979: EPIZOD – Obsada aktorska (młoda kobieta z wiązanką)
- 1978: ZAPOWIEDŹ CISZY – Obsada aktorska (Krystyna)
- 1976: SIŁA BEZWŁADU – Obsada aktorska